# Тахурваілі
Тахурваілі (д/н— поч. XV ст. до н. е.) — великий цар (руба'ум рабі'ум) Середньохеттського царства.

## Життєпис
Був стриєчним братом великого царя Телепіну. Щодо батьків існуються розбіжності: за однією версією ним був брат царя Аммуни на ім'я Цуру (Куру, Зуру) або якийсь родич Ціданти I.
Час приходудо влади також є дискусійним. Можливо це сталося після смерті Телепіну. Тахурваілі мавможливість зайняти трон, оскліькийого основний претендент Аллувамна перебував узасланні. Втім висувається гипотеза, що на той час останній вже повернувся з заслання йвідповідно до «Наказу Телепіну» єдиний мав право на трон. Також з огляду дипломатичної історії хеттів відомі договора Тахурваілі, які він укладав пізнніше за міжнародні угоди Аллувамни.
Тому на сьогодні значна частина дослідників вважають, що Тахурваілі у 1490-х роках до н. е. повалив Аллувамну, захопивши владу. Висловлюється думка, що цне було зроблено за допомогою племеного союза касків, що контролювали північ Малої Азії та армії царства Кіззуватни. Натомість Тахурваілі поступився Ехея, царю Кіззуватни, землями в горах Тавра, втративши стратегічні проходи і висоти. Правив нетривалий час: або Аллувамна незагинув, закріпившись в частині Хеттської держави й потім повалив Тахурваілі чи це зробив син Аллувамни — Хантілі II, що став новим царем. Тахурваілі було оголошено «нечестивим» (узурптаором).